# Juan García Damas
Juan García Damas (Jamilena, Jaén, 28 de abril de 1915–Ávila, 24 de diciembre de 2011) fue un escritor español.

## Biografía
Hijo del alcalde comunista del Frente Popular de Jamilena, Juan García fue secretario de la UGT en Jamilena durante el periodo frentepopulista.
Llegada la guerra civil española acabó enrolándose en la ejército republicano. Dicha guerra provocaría en su familia una profunda herida al fallecer en la famosa Batalla del Ebro su hermano Amador. Finalizada la guerra fue condenado y encarcelado en el penal de Burgos por combatir del lado republicano.
Durante su estancia en la cárcel se enamoró de una joven falangista de Guadalajara, la cual le fue un gran apoyo para cuando éste fue liberado de la cárcel, y con la que finalmente se casó. Gracias a ella estudió el Bachillerato en Madrid, en el conocido Instituto Cardenal Cisneros. Terminado éste siguió estudiando Magisterio, en Ávila, y Lengua y Literatura francesas en las Universidades de Madrid (Escuela Central de Idiomas), la Sorbona de París, y Aix-en-Provence.
Tras ello ejerció la docencia como profesor de lengua francesa en distintos centros de Ávila como el Instituto de Enseñanza Media, el Instituto Politécnico, el Colegio Diocesano y otros centros de enseñanza del Bachillerato.

## Trayectoria literaria
De grandes cualidades literarias, ha publicado únicamente cuatro obras, de las muchas que todavía hoy existen inéditas y guardadas.
Esas cuatro obras son
- Noche de nieve (1967), cuento premiado y publicado en la revista “Moros y Cristianos”, de Villajoyosa;
- Paramera (1986), novela corta;
- Sangre en la tierra (1986) y
- Con las primeras luces del alba (1994), narraciones históricas publicadas por la abulense Institución Gran Duque de Alba.